# Lenguas de Angola

Angola

Las lenguas de Angola son predominantemente lenguas bantúes y el portugués, con una pequeña minoría de hablantes de !kung y khoe. Cerca de 39 lenguas son habladas en Angola.

## Lenguas europeas

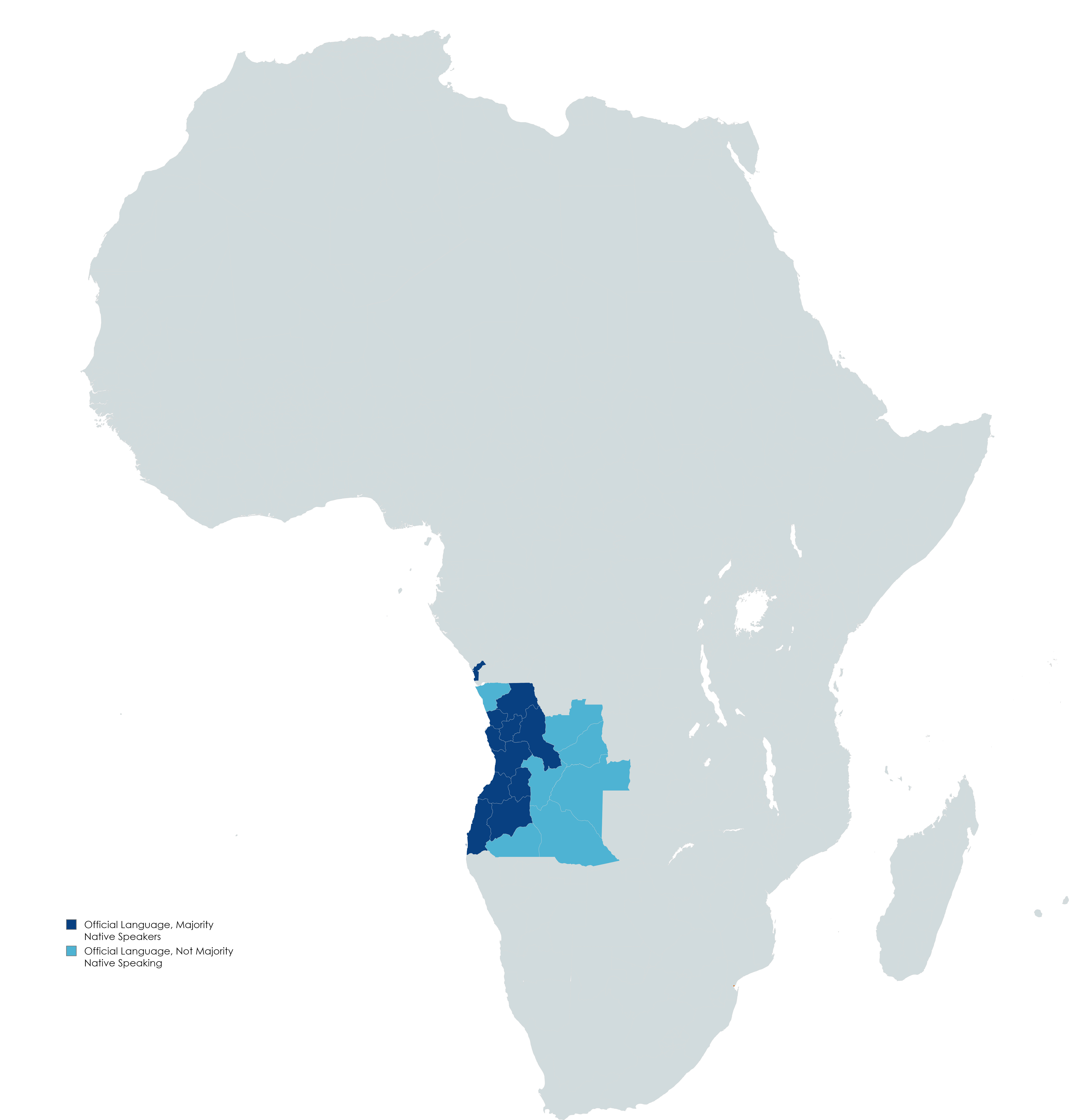
Situación de lo portugués en cada provincia:
El portugués como lengua materna mayoritaria
El portugués como lengua oficial pero no mayoritaria

Angola es un país lusófono, siendo el portugués el único idioma oficial. Debido a los mecanismos culturales, sociales y políticos que se remontan a la historia colonial, la cantidad de hablantes nativos de portugués es grande y está creciendo. Un estudio de 2012 del Instituto Nacional de Estadística de Angola encontró que el portugués es la lengua materna del 39% de la población. Se habla como un segundo idioma por muchos más en todo el país, y las generaciones urbanas más jóvenes se están moviendo hacia el uso dominante o exclusivo del portugués. El censo de población de 2014 encontró que alrededor del 71% de los casi 25,8 millones de habitantes de Angola hablan portugués en casa.
En las zonas urbanas, el 85% de la población declaró hablar portugués en el hogar en el censo de 2014, frente al 49% en las zonas rurales. El portugués fue rápidamente adoptado por los angoleños a mediados del siglo XX como una lingua franca entre los diversos grupos étnicos. Después de la Guerra civil angolana, muchas personas se mudaron a las ciudades donde aprendieron portugués. Cuando regresaron al campo, más personas hablaban portugués como primer idioma. La variante del idioma portugués utilizado en Angola se conoce como portugués angoleño. Fonéticamente, esta variante tiene algunas características notables. En algunos aspectos, el portugués angoleño se asemeja al de un pidgin.
Sin embargo, en la Provincia de Cabinda, encajado entre dos países de habla francesa - la República Democrática del Congo y la República del Congo - muchas personas hablan francés a un nivel equivalente o mejor que el portugués. De hecho, de la población alfabetizada, el 90 por ciento habla francés, mientras que el 10 por ciento habla portugués. Además, los angoleños Bakongo que fueron exiliados en la República Democrática del Congo por lo general hablan mejor francés y lingala que portugués y kikongo.
Los africanos occidentales hablan inglés o francés y sus lenguas africanas nativas y generalmente aprenden al menos algo de portugués. La lengua extranjera más conocida por los angoleños es el inglés, pero entre los Bakongo (en el noroeste y Cabinda) el francés suele ser más importante. El inglés pronto será una asignatura obligatoria en las escuelas angoleñas. Antes se requería el francés como una materia electiva, pero ya no es obligatorio.
El idioma español es hablado también de forma muy localizada principalmente en la ciudad de Luena por la presencia del ejército cubano.

## Lenguas africanas

Mapa étnico de Angola en 1970.

Se considera que todos los idiomas nativos de Angola son lenguas nacionales. Después de la independencia, el gobierno dijo que elegiría seis para desarrollarse como lenguajes literarios. Los seis idiomas varían entre los pronunciamientos del gobierno, pero comúnmente se incluyen Umbundu, Kimbundu, Kikongo (presumiblemente el Fiote de Cabinda), Chokwe, Kwanyama, y Ganguela (nunca definido claramente, puede ser Nyemba, Luchazi, o indeterminado). La radio angoleña transmite en catorce idiomas nacionales "principales": Bangala, Chokwe, Fiote, Herero, Kikongo, Kimbundu, Kwanyama, Lunda, Ngangela, Ngoya, Nyaneka, Lenguas oshiwambo, Songo, Umbundu. Algunos de los idiomas nacionales se utilizan en las escuelas angoleñas, incluida la provisión de material didáctico, como libros, pero hay escasez de maestros.
Umbundu es el idioma bantú más hablado, hablado nativamente por aproximadamente el 23 por ciento de la población, aproximadamente 7 millones. Se habla principalmente en el centro y sur del país. Kimbundu se habla en Provincia de Luanda y provincias adyacentes. Kikongo se habla en el noroeste, incluido el exclave de Cabinda. Aproximadamente el 8.24% de los angoleños usan Kikongo. Se habla de Fiote en un 2.9%, principalmente en Cabinda.
Los habitantes de San hablan idiomas de dos familias, el !Kung y Khoe, aunque solo unos pocos cientos hablan lo último. La mayoría de los san huyeron a Sudáfrica después del final de la guerra civil. El extinto idioma kwadi puede haber estado relacionado de forma lejana con Khoe, y el kwisi es completamente desconocido; sus hablantes no eran ni khoisan ni bantúes.

## Lenguas asiáticas
Un número (muy pequeño) de angoleños de ascendencia libanesa hablan árabe libanés y/o francés. Debido al aumento de las relaciones entre Angola y China, ahora hay una comunidad china de unos 300.000 que hablan idioma chino.